# Doina Șnep-Bălan
Doina Șnep-Bălan, született Doina Liliana Bălan (Liteni, 1963. december 10. –) világbajnok és olimpiai ezüstérmes román evezős. Testvére Anișoara Dobre-Bălan, férje Ioan Șnep olimpiai ezüstérmes evezősök.

## Pályafutása
Az 1984-es Los Angeles-i, az 1988-as szöulin és az 1992-es barcelonai olimpián nyolcasban ezüstérmet szerzett társaival. A szöuli olimpián kormányos négyesben bronzérmes lett. 1985 és 1991 között a világbajnokságokon három arany-, két ezüst- és egy bronzérmet nyert.

## Sikerei, díjai
- Olimpiai játékok
  - ezüstérmes (3 – nyolcas): 1984, Los Angeles, 1988, Szöul, 1992, Barcelona
  - bronzérmes (kormányos négyes): 1988, Szöul
- Világbajnokság
  - aranyérmes (3): 1986 (kormányos négyes), 1990 (nyolcas és kormányos nélküli négyes)
  - ezüstérmes: 1989 (kormányos nélküli négyes)
  - bronzérmes (2): 1985, 1991 (nyolcas)